# Argo Aadli
Argo Aadli (Kunda, 12 aprile 1980) è un attore estone.

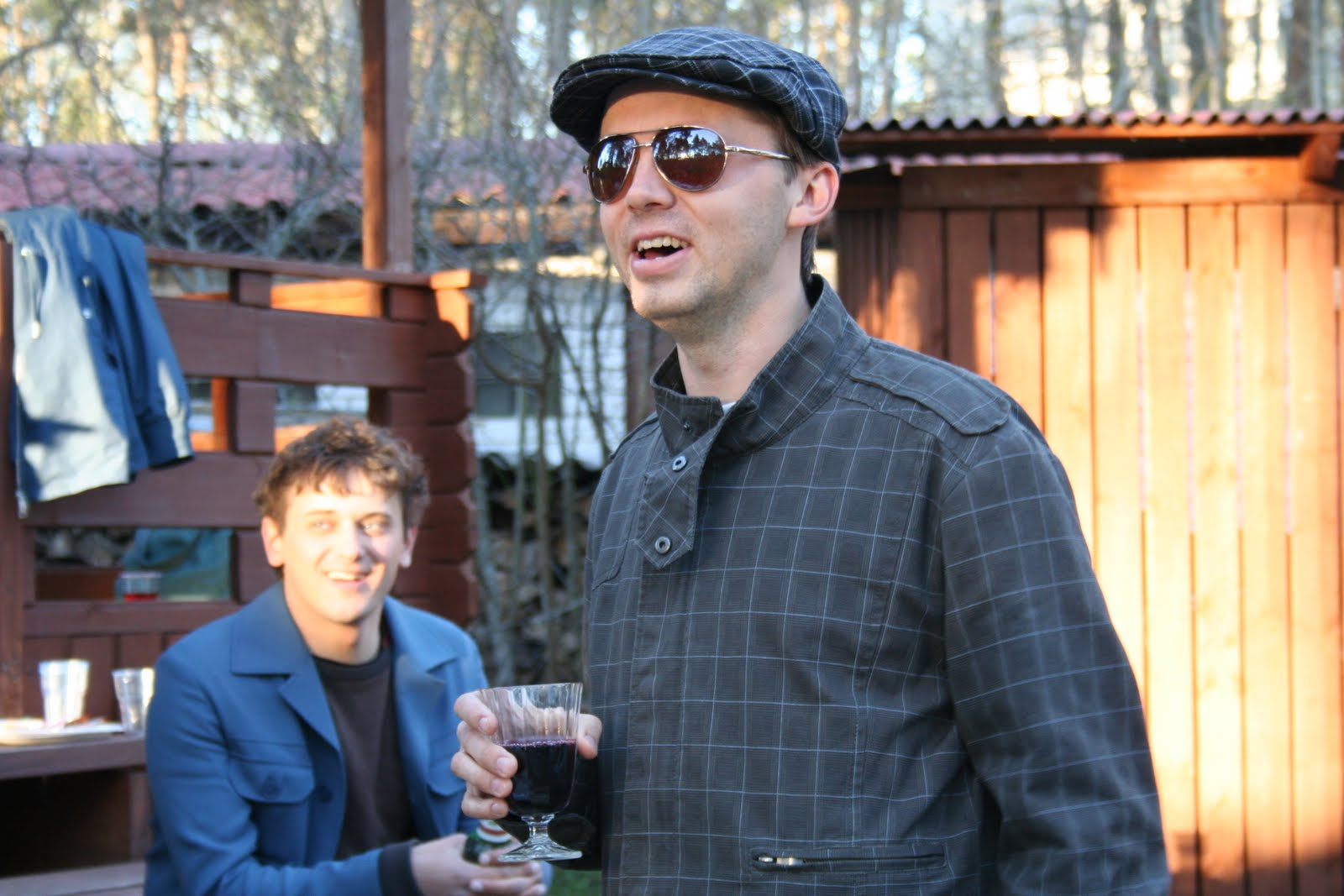
Argo Aadli (2011)

Si è diplomato nella Scuola Superiore di Teatro dell'Accademia estone della Musica nel 2002; da quel momento ha lavorato nel Teatro Comunale di Tallinn.
Si è laureato a fianco di attori e attrici come Hele Kõre, Kadri Lepp, Karin Lätsim, Laura Nõlvak, Evelin Pang, Maria Soomets, Elisabet Tamm, Carita Vaikjärv, Ott Aardam, Karol Kuntsel, Alo Kõrve, Anti Reinthal, Mart Toome e Priit Võigemast.